# Ichtegem

Ichtegem là một đô thị ở tỉnh Tây Flanders 15 km southvề phía tây của Bruges. Đô thị này gồm các thị trấn Bekegem, Eernegem và nội ô Ichtegem. Tại thời điểm ngày 1 tháng 1 năm 2006, Ichtegem có dân số 13.423 người. Tổng diện tích là 45,33 km² với mật độ dân số là 296 người trên mỗi km².